# Candelariales
Candelariaceae
Ordre
Famille
Les Candelariales sont un ordre de champignons lichénisés dans la classe des Lecanoromycetes. L'ordre est monotypique, ne comportant que la seule famille des Candelariaceae. Il s'agit de lichens au thalle encroûtant, fruticuleux ou foliacé, de couleur dominante jaune, variant du jaune-verdâtre à l'orange, particulièrement représentés sous des climats tempérés froids ou polaires.

## Classification
La séparation de cet ordre, basée sur plusieurs études de phylogénie moléculaire, est tardive : suggérée en 2005, puis confirmée en 2007, une publication de la même année suggérant même d'en faire une sous-classe indépendante (Candelariomycetidae) au sein des Lecanoromycetes, elle ne fut officialisée qu'un peu plus tard, toujours en 2007. La sous-classe des Candelariomycetidae n'est pour l'instant pas validée, et les Candelariales constituent aujourd'hui un ordre incertae sedis, c'est-à-dire qui n'est actuellement rattaché à aucune des trois sous-classes reconnues des  Lecanoromycetes.

## Liste des genres
Selon Myconet :
- Candelaria
- Candelariella
- Candelina
- Placomaronea